# دونالد يوهانسون
دونالد يوهانسون (بالسويدية: Donald Johansson)‏ هو متزحلق سويدي، ولد في 29 أغسطس 1913 في السويد، وتوفي في 9 سبتمبر 2004.